# چورنومورسک
شهر چورنومورسک (به اوکراینی: Чорноморськ) در استان اودسا در کشور اوکراین واقع شده‌است. جمعیت این شهر ۵۴٬۱۵۱ نفر  است.